# Homo georgicus
Homo georgicus è il nome attribuito nel 2002 a una specie di Homo di cui furono ritrovati un cranio e una mandibola fossili a Dmanisi in Georgia nel 1999 e 2001. Nel 2001 fu ritrovato anche uno scheletro parziale.
I fossili hanno un'età di circa 1,8 milioni di anni e furono scoperti dallo studioso georgiano David Lordkipanidze, che faceva parte di un gruppo di ricerca; nelle vicinanze furono trovati anche utensili e ossa di animali.
Gli studiosi pensarono dapprima che la mandibola e il cranio appartenessero a Homo ergaster, ma le differenti dimensioni li portarono ad attribuirli a una nuova specie, intermedia tra Homo habilis e Homo erectus.

## Descrizione
Il cranio D2700, della capacità di 600 cm³, è datato a 1,8 milioni di anni fa e le sue buone condizioni ne permettono il confronto con quello dell'uomo moderno. Il cranio era il più piccolo e il più primitivo tra quelli ritrovati fino ad allora al di fuori dell'Africa. Il cranio georgiano, la cui capacità cranica è all'incirca la metà di quella di Homo sapiens, fu considerato quello più piccolo fino alla scoperta di Homo floresiensis, avvenuta nell'isola di Flores nel 2003.
Il dimorfismo sessuale è piuttosto accentuato, rivelando tratti primitivi (meno presenti in altre specie europee più evolute come Homo antecessor, Homo heidelbergensis e Homo neanderthalensis), con i maschi considerevolmente più grandi delle femmine. A causa delle scarse conoscenze morfologiche su questa specie non è stato finora possibile identificare sviluppi successivi. A causa del volume cerebrale ridotto, è ancora dibattuta la questione se questi ominidi avessero un grado di intelligenza superiore a quello delle specie antenate. Homo georgicus potrebbe essere stato il primo ominide a stabilirsi in Europa, 800.000 anni prima di Homo erectus.

## Ulteriori ritrovamenti

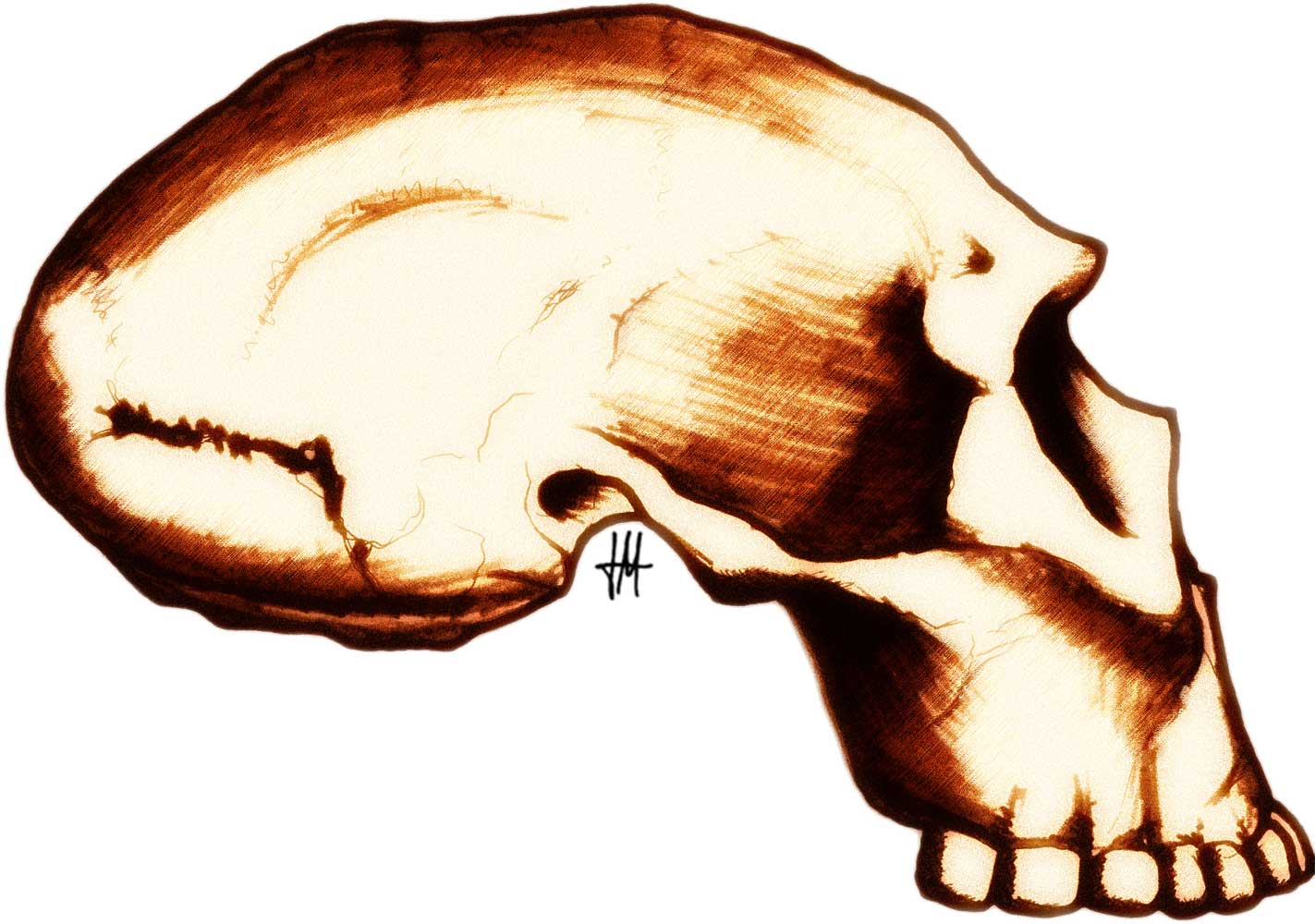
Ricostruzione grafica

Furono successivamente ritrovati altri quattro crani e diverse mandibole, oltre a numerose altre ossa post-craniali, che indicano una specie piuttosto primitiva nel cranio e nella parte superiore del corpo, ma con colonna vertebrale e arti inferiori piuttosto sviluppati, in grado di permettere una buona mobilità. Potrebbe quindi trattarsi non di una specie separata, ma di uno stadio subito successivo alla transizione tra Australopithecus e Homo.
Altri reperti comprendono:
- D2600, una delle più grandi mandibole del genere Homo del Pleistocene;
- D211, una delle più piccole mandibole del Pleistocene inferiore, probabilmente legata al cranio D2282;
- il cranio D2282, che conserva gran parte della faccia sebbene manchi di pezzi ossei nella regione nasale. Le dimensioni sono ridotte, presenta una capacità cranica di circa 650-660 cc ed apparteneva forse a un soggetto giovane, probabilmente una femmina;
- la mandibola D2735, che completa il cranio D2700, appartenenti a un adolescente (o meglio, a un subadulto, con il terzo molare parzialmente erotto);
- il cranio D3444 e la rispettiva mandibola D3900, totalmente privi di denti e con un evidente rimodellamento alveolare. I due reperti sono quindi attribuibili ad un individuo in età avanzata (relativamente) che doveva nutrirsi di cibi teneri e potrebbero indicare, forse, un principio di cure agli anziani tali da consentire al soggetto la sopravvivenza, in quanto non più in grado di masticare.

## Galleria d'immagini
Ricostruzioni facciali paleoartistiche

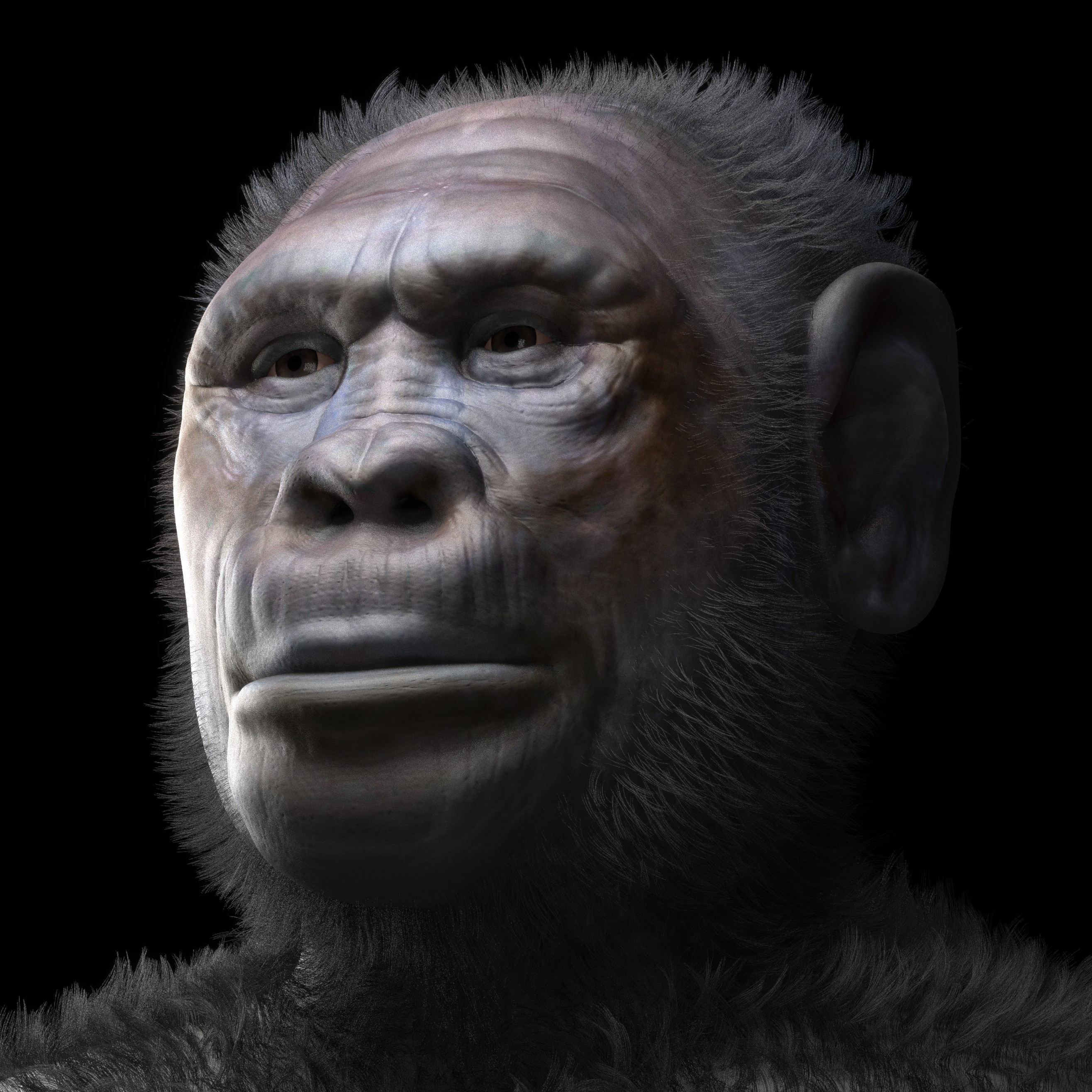
Dmanisi skull 2
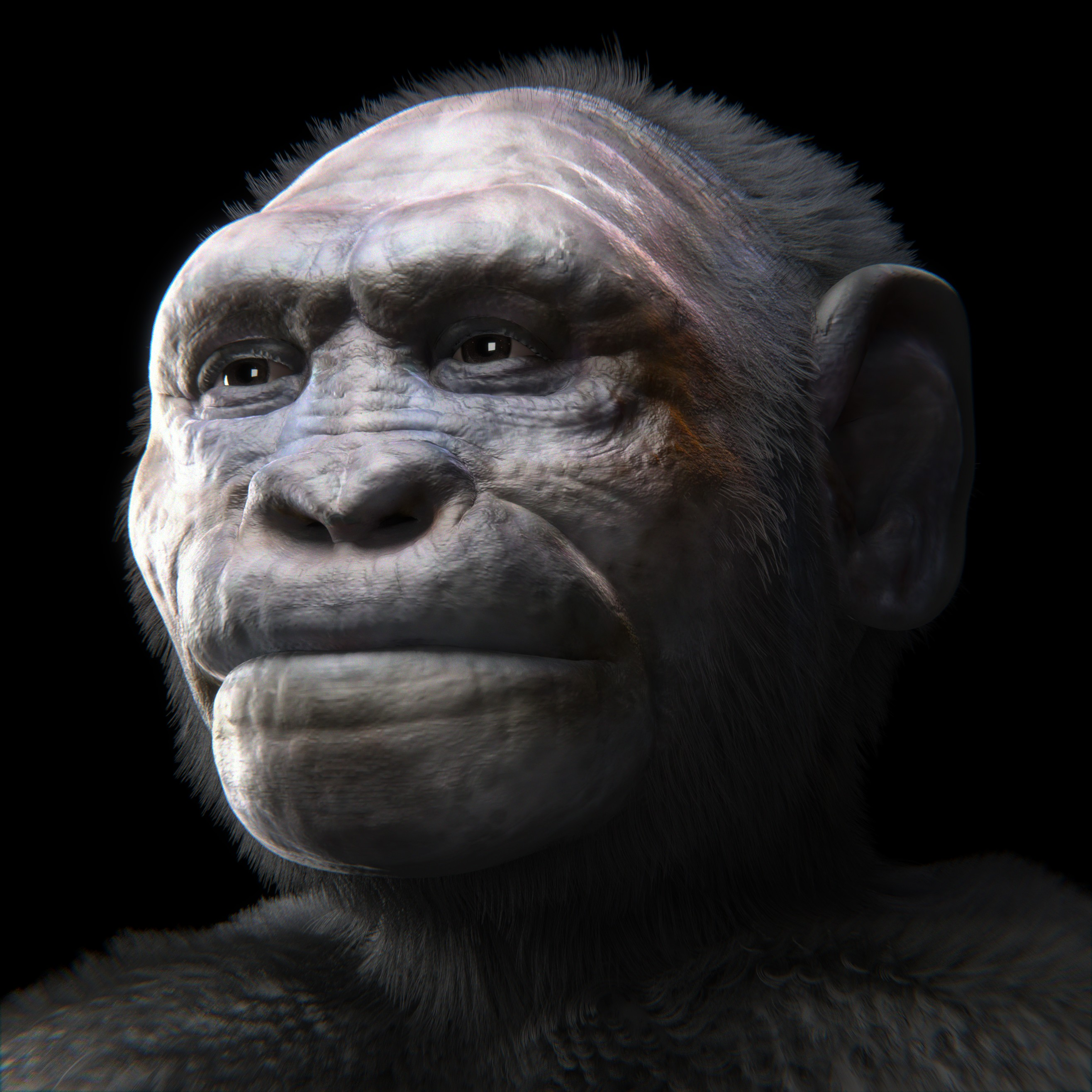
Dmanisi skull 4 (anziano)
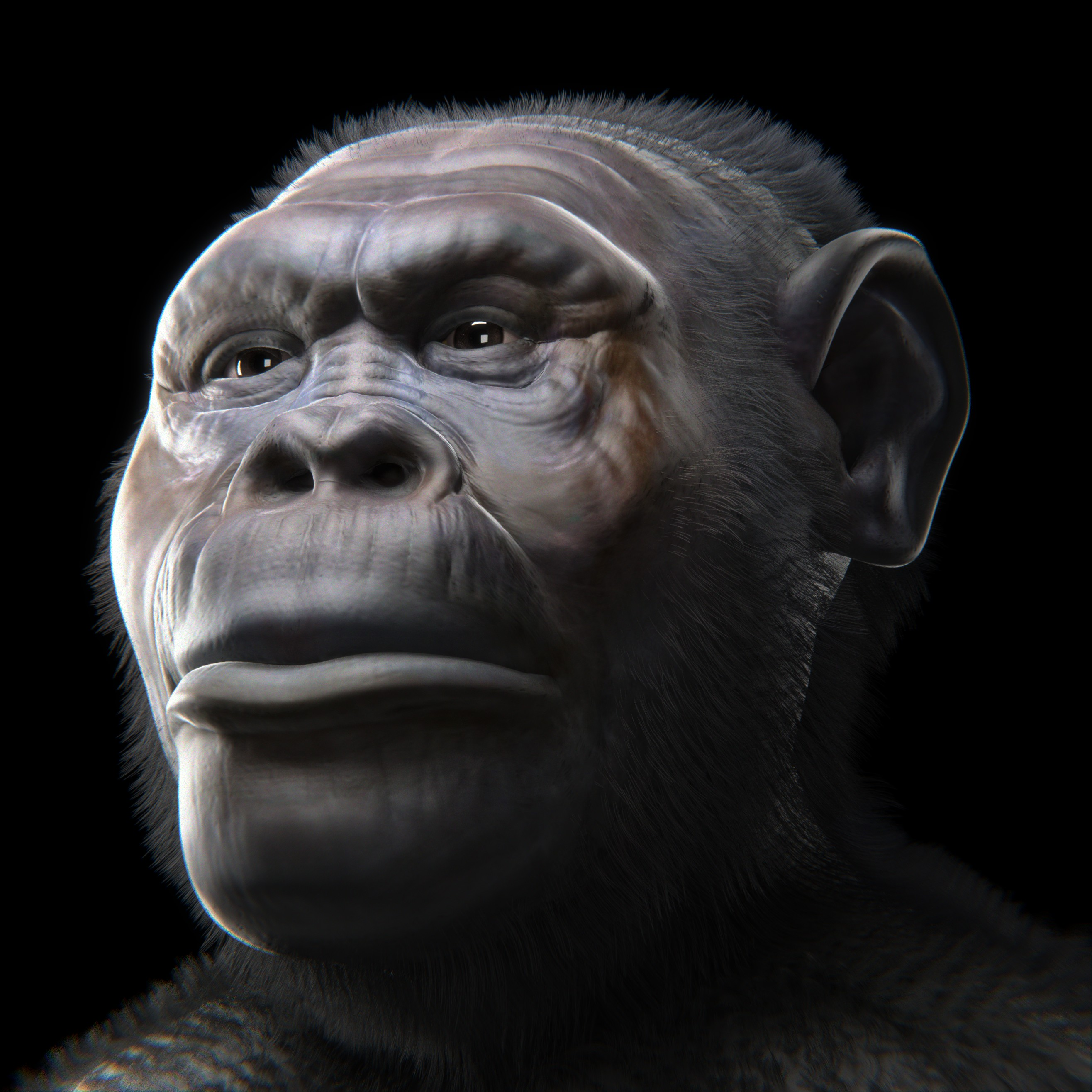
Dmanisi skull 3
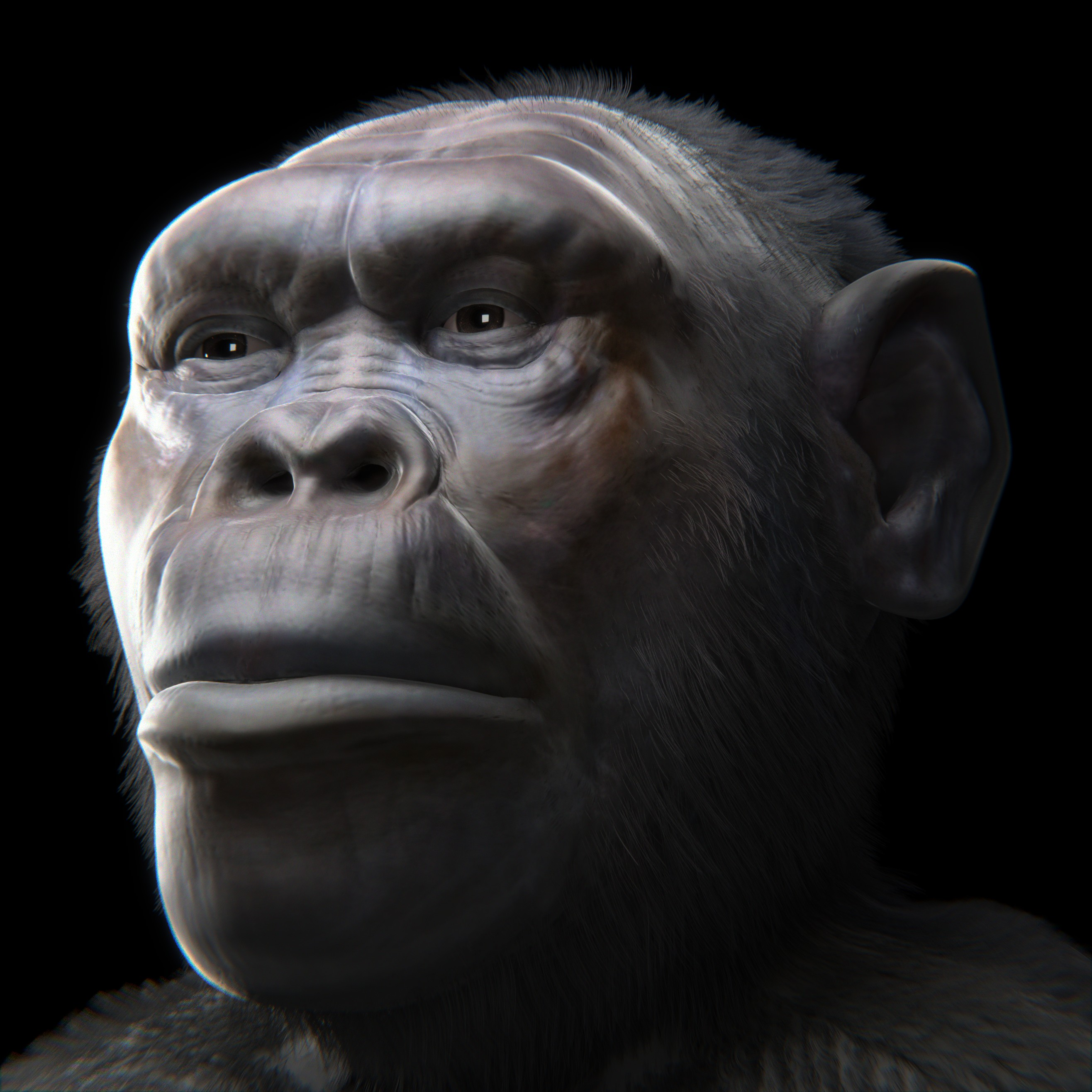
Dmanisi skull 5